# Kadłubiec
Kadłubiec [pronunciación en polaco: /kaˈdwubjɛt͡s/] (en alemán: Kadlubietz, 1936-45: Annatal) es un pueblo ubicado en el distrito administrativo de Gmina Leśnica, dentro del Condado de Strzelce, Voivodato de Opole, en el sur de Polonia occidental. Se encuentra aproximadamente a 5 kilómetros al norte de Leśnica, a 8 kilómetros al suroeste de Strzelce Opolskie, y a 29 kilómetros al sureste de la capital regional Opole. Antes de 1945, el área fue parte de Alemania.